# Saint-Jeures
Saint-Jeures é uma comuna francesa na região administrativa de Auvérnia-Ródano-Alpes, no departamento de Alto Loire. Estende-se por uma área de 34,86 km². Em 2010 a comuna tinha 991 habitantes (densidade: 28,4 hab./km²).